# Kevin Thompson
Pour les articles homonymes, voir Thompson.
Kevin Thompson, né le 7 février 1971, à Winston-Salem, en Caroline du Nord, est un ancien joueur américain de basket-ball. Il évolue au poste de pivot. 